# Версетура (Вранча)
Версетура (рум. Vărsătura) — село у повіті Вранча в Румунії. Входить до складу комуни Жаріштя.
Село розташоване на відстані 167 км на північний схід від Бухареста, 14 км на північний захід від Фокшан, 86 км на північний захід від Галаца, 112 км на схід від Брашова.

## Населення
За даними перепису населення 2002 року у селі проживали 532 особи, усі — румуни. Усі жителі села рідною мовою назвали румунську.